# Přístavba Slovenské národní galerie
Přístavba SNG známá jako přemostění SNG je část galerijního komplexu Slovenské národní galerie v Bratislavě navržena architektem Vladimírem Dedečkem. Patří mezi nejvýznamnější díla moderní architektury druhé poloviny 20. stol. na Slovensku.

## Galerijní komplex budov SNG
Slovenská národní galerie byla založena zákonem Slovenské národní rady dne 29. června 1948. Pro účely zřízení jejího sídla jí na přelomu let 1950-1951 byla přidělena budova Vodních kasáren na nábřeží Dunaje, postavena v letech 1759-1763 pravděpodobně podle návrhu architektů Johanna Baptistu Martinelliho a Franze Antona Hillebrandta. Budova měla původně čtyři křídla, jižní křídlo ale bylo mezi lety 1940–1941 zbouráno při vytvoření nábřežní třídy, do které hmotou výrazně zasahovalo. Budova byla následně adaptována pro galerijní účely dle projektu architekta Františka Floriansa. Již krátce po jejím otevření 9. května 1955 bylo zřejmé, že kapacita objektu je vzhledem k rozrůstajícímu se záběru SNG nedostačující. Vystavena byla jenom část sbírek, prostory postrádaly rovněž další funkce jako depozitář, restaurátorské dílny, studijní ateliéry nebo administrativní zázemí.

## Soutěž na projekt přístavby SNG
Otázkou nedostatečných kapacit galerie se zabýval mimo jiné Emil Belluš. V roce 1957 publikoval článek Dobudovať Slovenskú národnú galériu. Sám se přikláněl k variantě přístavby před přesunem galerie do novostavby na jiném místě. V roce 1962 pověřil tehdejší ředitel SNG Karol Vaculík architekta Vladimíra Dedečka vypracováním návrhu dostavby galerie a ten připravil několik variant řešení přístavby chybějícího jižního křídla. V roce 1963 Svaz Slovenských architektů vypsal studijní úkol na dořešení dostavby a adaptace SNG. Úkol zpracovali kromě Dedečka i tři další autorské kolektivy pod vedením Eugena Kramára, Jaroslava Fragnera a Milana Beňušku. Všechny návrhy vyhodnotila komise 6. ledna 1964 a jako vítězný zvolili návrh Vladimíra Dedečka. Tento návrh se od finální podoby projektu ještě výrazně lišil. Hlavní hmota nahrazující jižní křídlo nebyla kaskádovitě vykonzolována nad ulici a průhled do dvora Vodních kasáren byl pouze omezený přes nízké sloupořadí. Návrh areálu SNG již zároveň počítal s vyplněním celého stavebního bloku až po Paulínyho ulici a měl zabrat i plochu navazujících funkcionalistických bytových domů stojících vedle hotelu Devín, které se měly odstranit. Na základě vítězství v soutěži vypracoval architekt projekt, který v roce 1967 oponovala technicko-ekonomická rada Ministerstva kultury, které součástí byli i Emil Belluš nebo Štefan Svetko. Komise návrh označila za konzervativní, „v současném prudkém vývoji architektury“ za přežitý a požadovala jeho přepracování. Další požadavky rovněž vzneslo vedení SNG a to zejména na možnost etapizace. Architekt projekt přepracoval a jeho finální podoba byla schválená v listopadu 1969. V tom samém měsíci byla zahájena výstavba.

## Budova přemostění SNG
Třípodlažní výstavní komplex jižního křídla přemostění je součástí rozsáhlého záměru, ze kterého však byla realizována jen část. Hmota výstavních prostor je vysunutá do výšky 7,8 m nad terén jako most na dvou podpěrách tak, aby umožňovala nerušený optický kontakt mezi nádvořím galerie a nábřežím. Přemostění tvoří čtyři ocelové příhradové nosníky, podpory jsou vzdáleny 54,5 m a mají šířku 30 cm. Jedna podpora je pevná a druhá kyvná. Spoluautorem řešení ocelové konstrukce je Ing. Otakar Pečený z Mostárně Brezno. Některé zajímavé části konstrukce viditelné ze stavby, jsou dnes skryté. Plášť konstrukce byl z pórobetonových panelů, s konečnou povrchovou úpravou ze smaltovaného hliníkového plechu, barvy bílé a červené s převládající bílou barvou. Použití červené barvy na bočních stěnách mělo znázorňovat řez. Nové jižní výstavní křídlo mělo ve všech podlažích horní osvětlení ze severní strany, z jižní strany nemělo otvory, což ho chránilo před nežádoucím světlem a dopravním ruchem.

## Rekonstrukce SNG

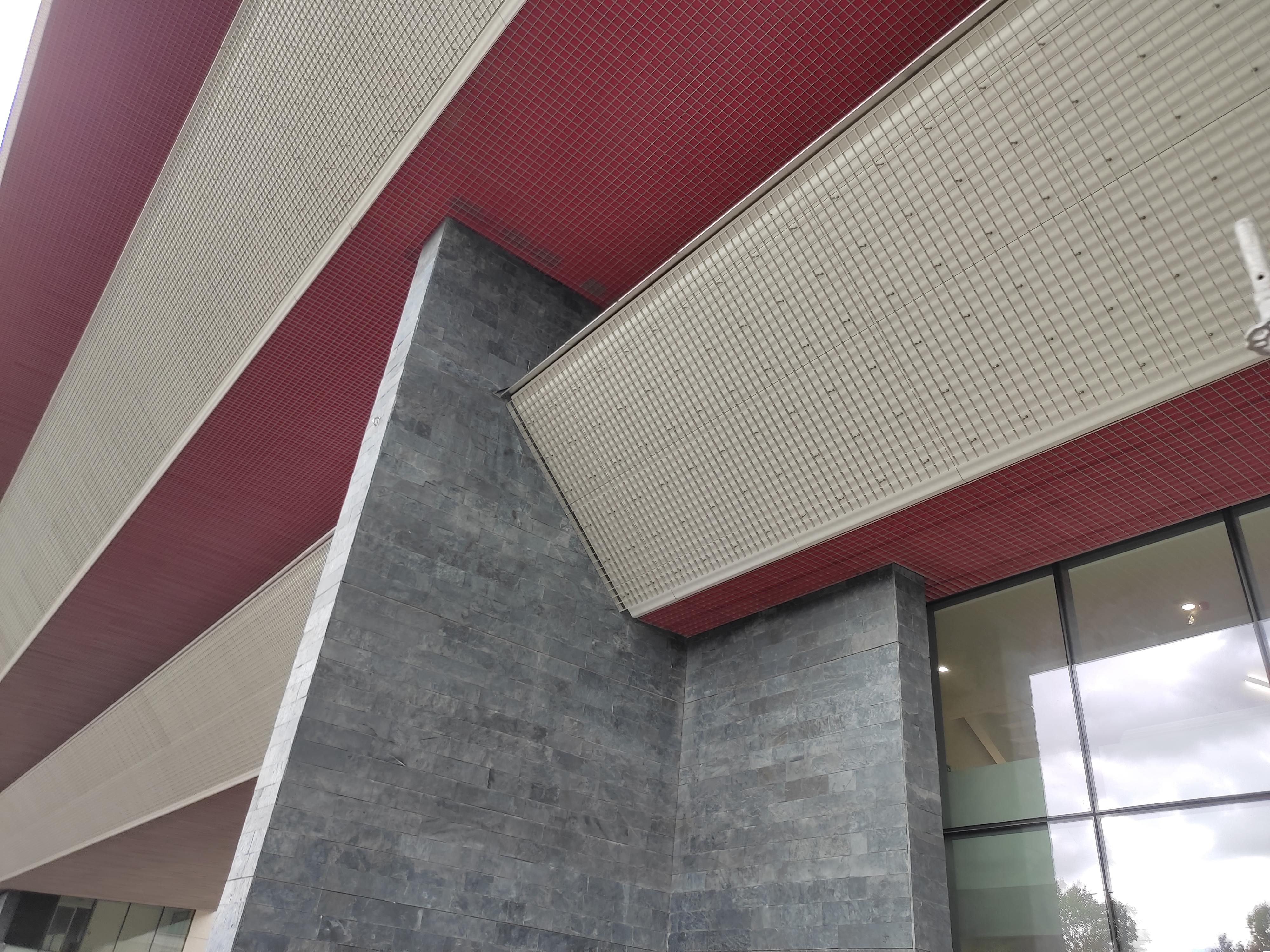
Detail opláštění fasády přemostění po rekonstrukci.

K 1. březnu 2001, tedy po 24 letech provozu musela být přístavbu uzavřena, čímž SNG přišla o 1 800 m² výstavních prostorů. Hlavním problémem bylo nestabilní vnitřní klima. Plexisklové tvárnice popraskaly a přes střechu do budovy začalo zatékat. V roce 2003 se uskutečnila ideová soutěž na rekonstrukci budov SNG, která však nepřinesla jednoznačného vítěze (první cenu získali ex aequo dva návrhy) ale hlavně ani uspokojivé a adekvátní řešení rekonstrukce budov galerijního komplexu. V roce 2005 proto byla po dohodě se zřizovatelem vyhlášena nová soutěž, kterou vyhrál kolektiv autorů pod vedením architektů Martina Kusého a Pavla Paňáka z ateliéru BKPŠ.
Rekonstrukce, zejména vzhledem k nedostatku financí a následně pro problémy s výběrem zhotovitele, byla zahájena až 18. ledna 2016. Původní termín dokončení stavebních prací byl stanoven na rok 2019. Galerie se veřejnosti otevřela 11. prosince 2022, ovšem bez kompletně vybaveného interiéru či stálých expozic, které budou zřizovány postupně. 
V průběhu rekonstrukce přemostění dostalo nový obvodový plášť z roštů a jeho část byla nahrazena prosklením, které tak reaguje na vytvoření vnitřní promenády a umožňuje tak výhled z prostor galerie na Dunaj. Do bočných, původně slepých zdí, byla prolomena v nejvyšším podlaží nová okna.

## Přijetí
Budova byla širokou veřejností, ale i částí odborné veřejnosti od počátku přijímaná negativně. Tato kritika časem rostla a vrcholu dosáhla po nuceném uzavření přemostění z důvodu havarijního stavu, kdy bylo zvažovanou variantou  i kompletní odstranění přemostění. Pro toto řešení se vyslovovala i část odborné veřejnosti, například architekt a rektor VŠVU Štefan Šlachta. Proti zbourání naopak vznikla petice členů Spolku architektů Slovenska.
Toto nepřijetí, zejména širší veřejností, je pro stavby období pozdní moderny v Československu (tedy architekturu s tendencemi brutalismu, high-tech, postmoderny a dalších) typické a týká se i mnoha staveb Dedečkových generačních souputníků v České republice, například hotelu Thermal a obchodního domu Kotva manželů Machoninových, budovy Federálního shromáždění či Nové scény Karla Pragera, komplexu budov Transgas, a mnohých dalších.
V posledních letech, zejména mezi mladší generací, naopak stoupá  povědomí o výrazné hodnotě této epochy architektury. Vznikají různé iniciativy na záchranu staveb ohrožených bouráním, část objektů již rovněž byla prohlášena za kulturní památky. Samotnou budovu přístavby SNG a další objekty pozdní moderny rovněž popularizují významní zahraniční architekti, mezi které patří například Wolf Prix, Jan Neutellings, Peter Cook, Dominique Perrault a další. Důležitým krokem k obecné akceptaci přemostění SNG je rovněž proběhlá rekonstrukce, která odstranila stavební nekvalitu původního objektu a jeho zchátralý stav.